# Місто світла
«Місто світла» — науково-фантастичний роман Мечислава Смолярського, надрукований 1924 року.

## Про роман
Твір поєднує в собі теми антиутопії і апокаліпсису. Тут описується кінець Землі, наступний в серії з двох катаклізмів. Перший з них знищує більшість представників цивілізації, а другий взагалі планету Земля і всіх її жителів. Роман застерігає від імперіалізму і варварства разом із неконтрольованим технічним прогресом. Також розглядається антимілітаристська і революційна проблематика, що склалася після Першої світової війни.
Деякі моменти в цьому романі, а також в іншому творі Смолярського — «Весільна Подорож Містера Гамільтона», перекликаються з романом Олдоса Гакслі «Прекрасний новий світ», що вийшов 1932 року. Через це Смолярський заявляв Гакслі свою підозру в плагіаті. Однак останній не поставився до претензій із серйозністю. У 1982 закиди повторив Антоній Смушкевич у книзі «Чарівна гра».

## Сюжет
Дія розгортається слід в передгір'ях Татр через 500 років після війни, що призвела до руйнування європейської цивілізації. На руїнах старого світу було створено примітивні соціальні анклави. Їх члени відреклись від свого минулого, культури й наукових знань. Проте, у свідомості цих варварів збереглися міфи про потужні міста, якими правили видатні вчені, які й розв'язали велику війну.
Легенда є близькою до істини, мегаполіс є реальним містом, який зобов'язаний своїм виживанням інтуїції винахідника — Пола Неллі, який свого часу оточив його непробивним електричним полем, що тягнеться над дахами будинків і пристосований для відбиття куль і снарядів. Він побудував величезні будівлі — башти мовчання, які є надійною зброєю проти нападу варварів. Містом керують маги, їхня рада складається з учених і технічних фахівців. Роботи в цьому місті виконують роботу без втручання людей. Одяг та продукти харчування отримуються з хімічних сполук і віддаються вільним громадянам.
Безтурботність життя породжує проблеми. Відкриття безсмертя викликає різкий спад народжуваності, змінюють емоційну і моральну сфери життя, фактично нівелюють довіру до релігії, а також мистецтва. Машини контролюють все більше сфер життя людей, які своєю чергою все менше розуміють принципи їх роботи й побудову складних технологічних систем. Все більше машин відмовляються підкорятися контролю людей. Секта «людська природа» вимагає відкрити вихід до зовнішнього світу для спілкування з племенами варварів, що населяють навколишні землі.
Головний герой роману Ендрю, він народився в невеликому селищі, заснованому на руїнах Кракова. Ендрю вирушає на пошуки таємничого замку. Талановитий, розумний молодий чоловік, завдяки співпраці з ученими, реставраторами будує космічний корабель, який планує направити в сторону Венери. Під час навали варварів він планує врятувати місто, запустивши легендарні захисні вежі Нелла поблизу міста.
Таємничі промені дійсно знищують орди загарбників, але виходять з-під контролю і герой не може їх вимкнути. Величезна кількість тепла, що виділяється вежами, розбалансовує середовище Землі, від чого гине все живе — тепло від палаючого матеріалу проходить через кору земної кулі. Ендрю намагається втекти зі своєю нареченою в «безкраї простори Всесвіту».
В романі описуються катастрофічні тенденції «кінця світу» у тісному зв'язку з романтичними настроями. Вчені, відповідальні за долю укріпленого замку, не в змозі врятувати місто від руйнування, вони зазнають поразки. Прогрес, таким чином, не може забезпечити щастя, навпаки — він загрожує безпеці, стійкості суспільних відносин.
Охоронна вежа «Нелла» є синонімом прихованих сил, вершиною технічного прогресу людини, яка наближає людство до саморуйнування. І це принципова відмінність від головної ідеї «прекрасного нового світу» Гакслі. Смолярський робить значно песимістичніші прогнози щодо майбутнього і вказує на неминучість змін.
Одночасно з цим «Місто Світла» припускає можливість відродження і продовження життя людей на інших планетах, що неможливо без високого розвитку технологій.